# William Dickson (oficial de la RAF)
El Mariscal de la Royal Air Force Sir William Forster Dickson GCB KBE DSO AFC (24 de setembre de 1898 – 12 de setembre de 1987) va ser un aviador del Royal Naval Air Service durant la Primera Guerra Mundial, i un comandant superior de la Royal Air Force durant i després de la Segona Guerra Mundial. A finals de la dècada de 1950 serví com a primer Cap de l'Estat Major de la Defensa (CDS) del Regne Unit, sent el cap professional de les Forces Armades britàniques.

## Biografia
Dickson va néixer a Northwood, al Middlesex. Per part de mare era descendent directe de l'almirall Nelson. Dickson va estudiar al Bowden House de Seaford (Sussex) i al Haileybury College.

### I Guerra Mundial i anys d'entreguerres
Dickson s'allistà al Royal Naval Air Service el 1916 i, després de completar l'entrenament de vol, serví com a pilot al RNAS Gran a l'illa de Grain. Posteriorment, durant la guerra, serví com a pilot a bord del HMS Furious, on realitzà tasques d'exploració, realitzant aterratges a coberta i participant en el primer bombardeig realitzat des d'un portaavions de la història. Va ser traslladat a la Royal Air Force en la seva creació a l'abril de 1918. Dickson passà les darreres setmanes de la guerra a bord del HMS Revenge, abans de ser traslladat al HMS Queen Elizabeth el 1919.
A inicis de la dècada de 1920 Dickson passà ràpidament d'un destí a l'altre. Al març de 1920 va ser nomenat per l'estat major de RAF Gosport, i dos mesos després va ser nomenat pilot del 210 Squadron, destinat a Gosport i que feia poc que havia estat reformat. L'abril del 1921 Dickson tornà al mar a bord del portaavions HMS Argus i, a l'inici de 1922 va ser enviat al Royal Aircraft Establishment a Farnborough, on serví com a pilot de proves. La seva carrera no s'assentà fins a 1923. Al maig va ser nomenat Conseller de Personal del Vicecap de l'Estat Major de l'aire i Director d'Operacions i Intel·ligència, Comodor de l'Aire John Steel, on va estar-se fins al juliol de 1926, en què va ser traslladat per malaltia al 56 Squadron Al 1930 va ser nomenat Assistent Personal al Comandant de l'Aire de la RAF India.
El gener de 1935 va ser nomenat comandant del 25 Squadron, unint-se a l'Estat Major Director a RAF Staff College, Bracknell al març de 1936.

### II Guerra Mundial
Quan esclatà la Segona Guerra Mundial, Dickson servia a l'Estat Major del Directori de Planificació amb rang de Comandant d'Ala. Va ser destinat a l'Estat Major Conjunt de Planificació, que era un subcomitè del Comitè de Caps d'Estat Major i comportava realitzar el suport la planificació dictada per Winston Churchill i els principals comandants militars britànics. Dickson serví en aquest destí durant els dos primers anys de la guerra, sent promogut a capità de grup a inicis de 1940 i sent nomenat Director de Planificació al març de 1941, i sent promocionat a Comodor de l'Aire en funcions a l'abril de 1941.
Al maig de 1942 Dickson prengué el càrrec d'Oficial Superior de l'Estat Major de l'Aire al Quarter General del Grup 9 (Caces); però no va estar-se gaire temps en aquest càrrec. Al mes següent va ser nomenat Oficial comandant del Grup 9 i, algun temps després, va prendre el comandament del Grup 10. Mentre que ocupava aquest càrrec, Dickson acompanyà el Comandant en Cap del Comandament de Caces Mariscal de l'Aire Leigh-Mallory, durant una visita al Quarter General de l'Aire al Desert Occidental. En tornar a la Gran Bretanya, va rebre l'ordre de formar el Grup 83, que va ser el primer formar per un grup que serviria de model pels futurs grups que aviat formaria la Segona Força Aèria Tàctica, creada per la planejada invasió d'Europa.

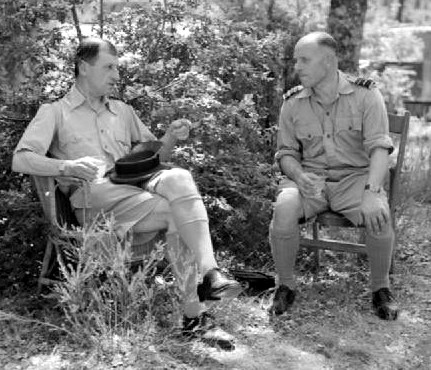
Portal amb Dickson a Itàlia al 1944.

Tot i que Dickson passà un temps considerable en planificar i preparar la invasió de l'Europa ocupada, no participà en les operacions. A finals de 1943 va ser promogut temporalment a vicemariscal de l'aire i, a l'abril de 1944 va rebre el comandament del Desert Air Force (anteriorment el Quarter General de l'Aire del Desert Occidental), que estava operant a Itàlia després de la victòria aliada al nord d'Àfrica el 1943.
Cap a finals de 1944 Dickson tornà a Londres, assumint el càrrec d'Assisten al Cap de l'Estat Major de l'Aire (política), un càrrec que ocuparia fins a mitjans de 1946.

### Postguerra
El 1946 va ser nomenat Vicecap de l'Estat Major de l'Aire, comandant en cap de la RAF Mediterrània i Orient Mitjà el 1948 i Membre de l'Aire per Subministraments i Organització el 1950.
Entre 1953 i 1955 serví com a Cap de l'Estat Major de l'Aire. Com a tal va ser l'únic Cap de l'Estat Major de l'Aire que havia estat comissionat originàriament a la Royal Navy (Sir Frederick Sykes serví a la Navy un any, encara que originàriament havia estat a l'Exèrcit). Va ser el primer i únic President del Comitè de Caps d'Estat Major entre l'1 de gener de 1956 i l'1 de gener de 1959, quan esdevingué el primer  Cap de l'Estat Major de la Defensa, càrrec que ostentà fins al juliol de 1959.
En retirar-se treballà en diverses organitzacions de caritat, incloent la Royal Central Asian Society, l'Ex-Services Mental Welfare Society i la Forces Help Society.
El Mariscal de la RAF William Dickson va morir a l'Hospital de la RAF de Wroughton, Wiltshire, el 12 de setembre de 1987.

## Condecoracions
- Gran Creu de l'Orde del Bany: 1 de gener de 1953
  - Cavaller de l'Orde del Bany – 1 de gener de 1953
  - Company de l'Orde del Bany – 11 de juny de 1942
- Cavaller Comandant de l'Orde de l'Imperi Britànic: 1 de gener de 1946
  - Comandant de l'Orde de l'Imperi Britànic: 5 de juliol de 1945
  - Oficial de l'Orde de l'Imperi Britànic: 4 de juny de 1934
- Orde del Servei Distingit: 21 de setembre de 1918
- Creu de la Força Aèria: 3 de juny de 1922
- Medalla Britànica de la Guerra 1914-20
- Medalla de la Victòria 1914-1918
- Estrella de 1939-45
- Estrella d'Itàlia
- Medalla de la Guerra 1939-1945
- Menció als Despatxos: 1 d'octubre de 1917, 1 de gener de 1919, 26 de juny de 1931
- Orde de Suvórov de 3a classe (Unió Soviètica): 11 d'abril de 1944
- Comandant de la Legió del Mèrit (Estats Units): 13 de novembre de 1945

## Dates de promoció

### Royal Naval Air Service
- Flight Officer (P): 9 d'octubre de 1916,
- Flight Sub-Lieutenant (T): 12 d'abril de 1917,
- Flight Lieutenant: 31 de desembre de 1917

### Royal Air Force
- Honorary Captain [Lt]: 1 d'abril de 1918
- Flying officer: 1 d'agost de 1919
- Flight lieutenant: 30 de juny de 1922
- Squadron Leader: 5 de novembre de 1930
- Wing Commander: 1 de gener de 1937
- Group Captain: 14 d'abril de 1942 (provisional des de l'1 de gener de 1940)
- Air Commodore: 26 de juny de 1943 (provisional des del 15 de juliol de 1941; amb funcions des del 30 d'abril de 1941)
- Air Vice-Marshal: 1 d'abril de 1946 (provisional des de l'1 de desembre de 1943; amb funcions des del 26 de juny de 1942)
- Air marshal: 1 de juliol de 1947 (provisional des de l'1 de juny de 1946)
- Air chief marshal: 8 de gener de 1951
- Marshal of the Royal Air Force: 1 de juny de 1954.[2]